# Miss Venezuela 1967
El Miss Venezuela 1967 fue la decimocuarta (14º) edición del certamen Miss Venezuela, celebrado en el Teatro de la Academia Militar de Caracas, Venezuela, el 15 de junio de 1967, contando con la participación de 16 candidatas y fue transmitido en vivo por RCTV. Al final del certamen la reina saliente, Magaly Castro Egui, Miss Venezuela 1966, junto con -la aún reinante- Miss Universo 1966, Margareta Arvidsson, entregaron la corona y la banda, respectivamente, a la nueva reina de belleza venezolana Mariela Pérez Branger, representante del Departamento Vargas.

## Resultados
| Resultado                                     | Candidata                                     |
| --------------------------------------------- | --------------------------------------------- |
| Miss Venezuela 1967                           | - Departamento Vargas - Mariela Pérez Branger |
| Primera Finalista (Miss Mundo Venezuela 1967) | - Bolívar — Irene Böttger                     |
| Segunda Finalista                             | - Zulia - Ingrid Goecke                       |
| Tercera Finalista                             | - Apure - Eunice De Lima                      |
| Cuarta Finalista                              | - Anzoátegui - Minerva Salas                  |

### Premiaciones especiales
| Premio           | Concursante                        |
| ---------------- | ---------------------------------- |
| Miss Cordialidad | - Distrito Federal - Clara Morales |
| Miss Sonrisa     | - Lara - Bertha Piña               |

## Participantes
| - Miss Anzoátegui - Minerva Josefina Salas Aguinagalde - Miss Apure - Eunice De Lima Molina - Miss Aragua - María Elena Maldonado - Miss Bolívar - Irene Margarita Bottger González - Miss Carabobo - Raquel D' Vivo - Miss Caracas - Bárbara María Kowalski - Miss Departamento Vargas - Mariela Pérez Branger - Miss Distrito Federal - Clara Morales Curiel | - Miss Lara - Bertha Piña Montes - Miss Mérida - Lala Lydia Tyjouck - Miss Miranda - Johanna Lozada Bermúdez - Miss Monagas - Mayela Livinalli Matamoros - Miss Nueva Esparta - Janet Adams Rosales - Miss Sucre - Dorkys Yánez Arévalo - Miss Yaracuy - Ivonne Sosa Vásquez - Miss Zulia - Ingrid Goecke Briceño |